# إليك بيرس
إليك بيرس (18 ديسمبر 1910 في المملكة المتحدة - 11 أغسطس 1982 في المملكة المتحدة) (بالإنجليزية: Alec Pearce)‏ هو لاعب كريكت بريطاني (وحمل سابقاً جنسية المملكة المتحدة لبريطانيا العظمى وأيرلندا). شارك مع منتخب هونغ كونغ للكريكت. أما مع النوادي، فقد لعب مع Kent County Cricket Club ‏ ونادي مارليبون للكريكت ‏.

## وصلات خارجية
- إليك بيرس على موقع إي آس بي آن كريك إنفو (الإنجليزية)